# Lanny McDonald
Lanny McDonald (Hanna, 16 febbraio 1953) è un ex hockeista su ghiaccio canadese.

## Biografia
Nel corso della sua carriera ha giocato con Lethbridge Sugar Kings (1969-1971), Calgary Centennials (1970/71), Medicine Hat Tigers (1971-1973), Toronto Maple Leafs (1973-1980), Colorado Rockies (1980-1982) e Calgary Flames (1981-1989).
Con la nazionale canadese ha partecipato alla Canada Cup 1976 e ai mondiali 1981.
È stato insignito del Bill Masterton Memorial Trophy nel 1983 e del King Clancy Memorial Trophy nel 1988.
Nel 1992 è stato inserito nella Hockey Hall of Fame.